# Ñuñorco Grande
El Ñuñorco Grande es un cerro localizado en las Cumbres de Tafí inmediatamente al sur del Valle de Tafí, en la provincia argentina de Tucumán. Tiene una altura de 3.320 m.

## Descripción[2]

### Toponimia
Circundado por dos majestuosas quebradas, las del Portugués y de Los Sosa y sirviendo como muralla de contención al valle del Tafí, se encuentra la cónica mole del Ñuñorco (3310 msnm), junto a su pequeño y casi inaccesible apéndice el Ñuñorco Chico o Ñuñorquito (2890 msnm).
La antigua denominación del cerro, según los primeros documentos indianos, consignan el nombre cacano Panaqhao. Luego, la influencia del quechua terminó rebautizándolo como Ñuñorco, cuya traducción al español deriva de los vocablos ñuñ, seno y orco, cerro (cerro sinusoidal).  
Y así es, pues desde el bajo tucumano es posible divisar hacia el occidente a toda la cadena serrana del Aconquija, y de entre los picos se advierten, rápidamente, la forma de seno de ambos Ñuñorcos.

### La estancia El Mollar
El cerro Ñuñorco, luego de la expulsión de los jesuitas (1767), fue incorporado al Potrero del Rincón. La Junta de Temporalidades subastó a Julián Ruiz Huidobro. Su hijo Diego lo vendió, en 1816, al gobernador José Manuel Silva, y este, antes de fallecer, lo dividió en dos estancias: del Rincón o Mollar y Casa Grande. A Clementina Silva de Frías le fue adjudicado el Potrero del Rincón, que durante los últimos años del siglo XIX comenzó a llamarse Estancia del Mollar. Dentro de sus límites estaba, además de los cerros Ñuñorco Grande y Chico, gran parte de la Quebrada del Portugués.
En 1973 la Estancia de El Mollar pasó a propiedad del Estado Provincial que, unos años antes, había transformado la zona en Reserva Provincial Los Ñuñorcos, y hoy en día, parte de su superficie forma parte del Parque Nacional Aconquija creado por ley n.º 27.451.

### La trepada
Numerosas son las sendas que permiten coronar el Ñuñorco. Las más usadas parten del flanco sur -la senda de La Angostura-, del centro -camino de El Mollar- y finalmente una tercera del pie oeste del cerro en El Rincón. Todas tienen en común lo exigente del camino, pues van trepando la ladera abrupta del cerro, tapizada de rocas y con muy poca vegetación que da hacia el valle de Tafí, con exposición predominante hacia el norte. 
En toda esa ladera los bosques están restringidos a pequeños parches de alisos y queñoa (Polylepis australis). También son frecuentes los arbustales de suncho (Baccharis tucumanensis), micuna (Berberis), azafrán (Chuquiraga longuiflora.) y cortadera. Sobrepasando los 2600 metros abundan los pajonales de aibe (Festuca) y flechilla (Stipa).
En cambio, la ladera sur, que mira hacia la llanura tucumana, recibe la intensa humedad que genera una gran variedad de biomas delimitados por la variación de altitud: desde la selva de yunga tropical basal -a los pies del Ñuñorco- hasta los bosques de aliso y pajonales de la cumbre. Pero siempre -a diferencia de la cara norte- una inmensa marea verde acapara la vista del explorador.
La senda de La Angostura es mucho más vistosa, pues permite apreciar una variedad más dilatada de paisajes biológicos, ya que por momentos transita por la cara árida del norte y por trechos la ladera húmeda sur. 
En el inicio del camino, a la vera del río Los Sosa, la altitud marca 1860 msnm. Luego de cruzar el río inicia la serpenteante senda. Los primeros pasos, cortos, deben acompasarse pues el corazón se agita rápidamente, se debe subir poco a poco.
A paso cansino se va trepando una empinada estribación para llegar un largo filo que desemboca en otra cuesta. La fatiga del esfuerzo se aplaca cuando el caminante se va aclimatando al cerro y su ritmo. La muña muña -que durante los meses de noviembre a marzo abunda en esas latitudes- permite pelearle a la puna. Coronando aquella cuesta comienzan a aparecer los primeros vestigios indígenas, y luego de transitar una imponente mesada -que otrora fue asiento de dos puestos cuyas paredes ruinosamente están aún en pie- se llega a las antenas.
Desde ahí se puede hacer un alto en el camino para observar el paisaje. En ese sitio la altitud es de 2500 metros. Entonces ya puede verse hacia el norte la imponente amplitud del Valle de Tafí: a los pies El Mollar, más a la derecha el dique de la Angostura y las cumbres de Matadero y Mala Mala, hacia la izquierda el Cerro Pelado y el cerro Muñoz, y al norte la villa de Tafí y los cerros Pabellón, Bayo y Negrito. El valle resplandece bajo el brillo del sol matinal. El azul intenso de los cerros contrasta con el turquesa profundo del cielo.
El viento sur sopla suavemente, y el aire está impregnado de olor a hierba y humedad.
Vacas y caballos pastan por doquier. A lo lejos se divisa una chuña (Chunga burmeister) y por doquier vuelan rasantes los teros (Vanellus chilensis), sus estridentes chirridos advierten la presencia de nidos en el suelo.
Hacia el sur la Quebrada de los Sosa y las estribaciones australes de las Cumbres de Tafí impregnadas de un denso bosque.

### Cañada del Ñuñorco y El Pucará
La senda sigue y se desvía hacia la cara sur del cerro. Trepa abruptamente entre densos pajonales interrumpidos por pequeños bosquecillos de alisos. Entonces se llega a una gran cañada en cuyo fondo se divisan un antiguo puesto y sus monumentales corrales de pirca.
A esa altura (2900 msnm) las nubes penetran desde el sur, se forman rápidamente, el viento las arremolina y por momento las disipa, pero luego ingresan nuevamente de forma brusca y su humedad deja pequeñas gotas pegoteadas en las agujas de los pajonales. En un santiamén se forma una borrasca, el cielo se torna oscuro y tan pronto como descarga su furia hídrica las nubes desaparecen y el sol se adueña, nuevamente, del paisaje del mediodía quedando a su paso un cielo diáfano. El viento no deja de rugir. Zarandea los pajonales y desparraman por doquier las gotas de agua que albergaban. La lluvia ha potenciado el fresco olor del arca yuyo (Chenopodium foetidum) que inunda el ambiente.
En lo alto de la cañada se advierte un Pucará. Esta fortaleza, ubicada estratégicamente, les permitía a los tafíes tener una visión de toda la llanura del este tucumano y el control del valle. El majestuoso paisaje en el que se halla el fuerte indio permite dominar la entrada por la Quebrada de los Sosa, y, también, custodiar la salida del valle hacia los frondosos bosques del oriente. Desde allí también se flanquean las lejanas cumbres nevadas del Aconquija.
Su acceso es difícil, pues está escondida a la vista de los fatigados caminantes, en la cima de un morro rodeado por abismos. Allí se encuentran prolijas terrazas y pircas de la ciudadela. Los 2900 metros mezquinan el aire vital a quienes surcan la empinada y tortuosa senda, y, junto a la ansiedad del caminante, son los factores que han permitido mantener en reserva el lugar.
Los guaipos (Rhynchotus maculicollis) se agazapan entre las piedras y pajonales. De improvisto alzan vuelo sorprendiendo al caminante. Un instante de terror en aquel paraje desierto que produce un momentáneo acelere del corazón.

### La cumbre
Pero el camino continúa y parece no tener fin. Al salir de la cañada se divisa la cumbre, como si estuviera tan solo a unos trancos. Todavía resta un poco más de un tercio para llegar al punto más alto del cerro. 
El paisaje se modifica notoriamente. Solo piedras y pajonales. Los alisos han quedado abajo. A esa altura casi no hay ganado. Algunos zorros (Lycalopex culpaeus andinus) mimetizados con el paisaje que, al sentir la presencia del intruso rápidamente se esconden.
Entre los peñascos un par de vizcachas (Lagidium viscacia) curiosean. En ese instante los cóndores (Vultur gryphus), soberanos de las alturas andinas, aparecen en escena en una impactante muestra de coordinación de planeo circular. El aire se corta tras su vuelo y el silbido de sus alas advierte a las vizcachas que, prontamente, se esconden entre las rocas. Los cóndores siguen su ruta y desaparecen buscando una presa en otro lado.
Mientras tanto la senda resulta más exigente. Los pies cansados van tropezando con una gran cantidad de rocas sueltas. 
A esa altitud (3200 msnm) solo quedan los últimos 500 metros. A cada paso el paisaje se torna más espectacular, el corazón se acelera pues las ansias por llegar a la cumbre hacen olvidar la fatiga.
Finalmente llegamos a un amontonamiento de grandes peñascos donde está plantada una antena (3330 msnm). Más atrás un hito herrumbrado. El paisaje es indescriptible. 
El viento helado castiga por todos los flancos. Hacia el sur, a nuestros pies, un inmenso mar de nubes de entre las cuales sobresale un pequeño pico: el Ñuñorco Chico. Más allá el Aconquija con azul profundo y sus cumbres níveas. Hacia el oeste, en la profundidad, la Quebrada del Portugués impregnada de blancura y por arriba la Cumbre de Las Ánimas y el Muñoz, esta última se proyecta hasta el confín norte del valle de Tafí.
En la cumbre la luz solar es más intensa, pero el viento disimula el ardor. El sol quema, pero sin calentar.
En el peñasco más alto la Virgen María ha sido entronizada.  
La cumbre del Ñuñorco es un lugar incómodo para meditar, pero, no obstante, estando allí uno no puede dejar de preguntarse existencialmente, pues frente a tanta magnificencia del paisaje circundante, y la insignificancia de nuestra finitud, surgen naturalmente los cuestionamientos filosóficos.
En aquella cumbre, dominio de la soledad, castigada por el sol y el viento, habitada por las nubes, truenos, relámpagos y los rayos, está el poder del Creador. La belleza del Ser, culmen de la aspiración del creyente, se proyecta por todos lados. Los sentidos, extasiados, generan el espejismo de estar en el cielo..., tal vez allí está.

### El retorno
En la cumbre el caminante quiere quedarse. Cronos, implacable, no se detiene. El sol está en el cenit pero es el momento de regresar.
La bajada, abrupta, es tan o más tortuosa que la subida. La senda estrecha está plagada de obstáculos. Un quenqueo infinito, interminable, agotador.
El peligro constante de la invasión nubosa, y el temor de desorientarse, pues nunca se termina de conocer totalmente el camino, cuya morfología ha variado, pues no es igual la perspectiva de quién sube de la que tiene quien desciende.
Una leve melancolía invade el ánimo. La aventura está concluyendo.
Luego de dos horas, llegamos al punto de salida, y mágicamente, el agotamiento físico queda hacinado por una extraña sensación de placer que invade todo el ser. 
Han sido 16 kilómetros recorridos en 7 horas. 